# Троношки летопис
Троношки летопис је средњовековни српски рукопис из 1791. године. Аутор рукописа је православни јеромонах Јосиф а написао га је у манастиру Троноша у близини Лознице. Постоји неколико транскрипта овог летописа.
Косовска битка је описана у овој хроници, вероватно на основу предања о овој бици у региону северно од Саве и Дунава у првој половини 18. века. Према овој хроници, пре битке кнез Лазар и српска војска су се причестили у цркви Самодрежи.
Троношки родослов, касније назван летописом, je писан разумљивим језиком и јасним стилом. Иако је преписивао са старијих оригинала, тачније дела Историја о сербских царјех и краљех, јеромонах Јосиф, активни сарадник и помагач архимандрита Стефана, додавао је глосе (описе) које садрже разматрање савремених догађаја, у којима се изражава расположење народа разочараног у политику великих сила и саветује да се Немцима више не верује. Поред јеромонаха Јосифа у Немце се разочарао и ваљевски кнез Алекса, па и цео српски народ, тако да је Троношки летопис веран историјски докуменат савремених збивања у српском наророду током XVII и XVIII века.
Др. Никола Радојчић у раду О Троношком родослову из 1931. године, у издању Српске краљевске академије и наводи:
„Без њега, то је сасвим сигурно, немогуће је разумети најодлучније прелазе и најосетљивије преломе у измени историјских схватања код Срба, која су утицала на целокупни народни развитак. Такав положај Троношког родослова у развојном низу српских историјских дела и дубоко родољубље његовог писца, које је он умео једноставним средствима ванредно лепо изразити, осигуравају заувек Троношком родослову часно место у развоју српске историографије.”
Народна историја дуго је била замишљена као след живота владара и стварана је из тога низа биографија. Радојчић је Троношки родослов сматрао најбољим представником настојања да се из родослова пређе у историју, наводећи да су у њему биографије често механички кидане да би се у њих на право место унели делови историје.
„Тако је живот Светог Саве унесен у животе Стефана Немање, Стефана Првовенчаног, Радослава и Владислава. Тако је испрекидан Драгутинов живот деловима из Милутиновог живота. Исто тако је искидан и приказ живота цара Уроша. Осећа се мучан корак српских историка у корачању од родослова ка историји, али то тако и треба, јер у здравом развоју сваки корак унапред горко пада. С те стране је Троношки родослов типично прелазно дело – није више родослов, али није још ни историја.”